# Роберт Костецький
Роберт Костецький (пол. Robert Kostecki; нар. 31 березня 1969, Красностав, Красноставський повіт, Люблінське воєводство) — польський борець вільного стилю, учасник трьох чемпіонатів світу, шести чемпіонатів Європи, та двох Олімпійських ігор.

## Життєпис
Боротьбою почав займатися з 1981 року. Вихованець клубу MKS Start Красностав (тренери Пйотр Гарбаль, Збігнєв Коржла). У 1987 році посів 4-те місце на чемпіонаті Європи серед юніорів. Вже на дорослому рівні ще тричі зупинявся на чемпіонатах Європи за крок до п'єдесталу. На чемпіонаті світу найкращого результату досяг у 1991 році, посівши 5 місце.
У 1992 році на Барселонській Олімпіаді виступав у середній вазі (до 82 кг). Програв у першому раунді за очками Расулу Хадему Азгаді (Іран) з рахунком 0-9, у другому поступився у близькому поєдинку майбутньому чемпіону цих ігор Кевіну Джексону (США) з рахунком 3-4. До наступного раунду не пройшов, посівши в підсумку 11-те місце.
У 1996 році на Олімпіаді в Атланті виступав у напівважкій вазі (до 90 кг). Мінімально програв у першому раунді за очками Джамболату Тедеєву (Україна) з рахунком 4:5, у другому раунді також мінімально поступився з рахунком 2:3 Скотту Б'янко (Канада). До наступного раунду не пройшов, посівши в підсумку 17-те місце.
Виступав за спортивний клуб AZS-AWF Варшава. Тренери — Анджей Глаз, Збігнєв Кушмєрчик, Лежек Чіота, Даріуш Цвіковський і Ян Валковяк.
Закінчив Академію фізичного виховання імені Юзефа Пілсудського (2000), де здобув ступінь магістра фізкультури.

## Спортивні результати на міжнародних змаганнях

### Виступи на Олімпіадах
| Змагання                    | Збірна | Вагова категорія          | Місце |
| --------------------------- | ------ | ------------------------- | ----- |
| Літні Олімпійські ігри 1992 | Польща | вільна боротьба, до 82 кг | 11    |
| Літні Олімпійські ігри 1996 | Польща | вільна боротьба, до 90 кг | 17    |

### Виступи на Чемпіонатах світу
| Змагання                        | Збірна | Вагова категорія          | Місце |
| ------------------------------- | ------ | ------------------------- | ----- |
| Чемпіонат світу з боротьби 1991 | Польща | вільна боротьба, до 82 кг | 5     |
| Чемпіонат світу з боротьби 1994 | Польща | вільна боротьба, до 90 кг | 9     |
| Чемпіонат світу з боротьби 1995 | Польща | вільна боротьба, до 90 кг | 10    |

### Виступи на Чемпіонатах Європи
| Змагання                         | Збірна | Вагова категорія          | Місце |
| -------------------------------- | ------ | ------------------------- | ----- |
| Чемпіонат Європи з боротьби 1989 | Польща | вільна боротьба, до 82 кг | 10    |
| Чемпіонат Європи з боротьби 1991 | Польща | вільна боротьба, до 82 кг | 4     |
| Чемпіонат Європи з боротьби 1993 | Польща | вільна боротьба, до 82 кг | 9     |
| Чемпіонат Європи з боротьби 1994 | Польща | вільна боротьба, до 90 кг | 4     |
| Чемпіонат Європи з боротьби 1995 | Польща | вільна боротьба, до 90 кг | 6     |
| Чемпіонат Європи з боротьби 1996 | Польща | вільна боротьба, до 90 кг | 4     |

### Виступи на інших змаганнях
| Змагання                           | Збірна | Вагова категорія          | Місце  |
| ---------------------------------- | ------ | ------------------------- | ------ |
| Гран-прі Німеччини з боротьби 1993 | Польща | вільна боротьба, до 82 кг | Бронза |

### Виступи на змаганнях молодших вікових груп
| Змагання                                       | Збірна | Вагова категорія          | Місце |
| ---------------------------------------------- | ------ | ------------------------- | ----- |
| Чемпіонат Європи з боротьби серед юніорів 1987 | Польща | вільна боротьба, до 81 кг | 4     |
| Чемпіонат Європи з боротьби серед молоді 1988  | Польща | вільна боротьба, до 82 кг | 5     |
| Чемпіонат світу з боротьби серед молоді 1989   | Польща | вільна боротьба, до 82 кг | 11    |